# Європейська конвенція про міжнародну патентну класифікацію
Європейська конвенція про міжнародну патентну класифікацію (англ. European Convention on the International Classification of Patents for Invention) — міжнародна угода від 1954 р., на основі якої було розроблено єдину систему класифікації патентів на винаходи — Міжнародну патентну класифікацію (МПК).
Європейська конвенція про міжнародну класифікацію патентів на винахід була підписана 19 грудня 1954 р. у Парижі, Франція членами Ради Європи. Набула чинності 1 серпня 1955 р. Денонсована усіма Сторонами і припинила свою дію з 18 лютого 1999 р. Конвенція написана  англійською та  французькою, причому обидва тексти мають однакову силу.
Конвенція, нарівні з Європейською конвенцією про формальності, необхідні для подання заявок на патенти 1953 року, стала результатом роботи Комітету експертів Ради Європи з питань патентів на початку 1950-х років.